# Marouane Kacimi
Marouane Kacimi (* 22. August 1996) ist ein marokkanischer Leichtathlet, der sich auf den Zehnkampf spezialisiert hat, aber auch im Hoch- und Weitsprung Erfolge verzeichnen konnte.

## Sportliche Laufbahn
Erste internationale Erfahrungen sammelte Marouane Kacimi 2018 bei den Afrikameisterschaften in Asaba, bei denen er im Hochsprung mit übersprungenen 2,10 m den fünften Platz belegte. Im Jahr darauf gewann er bei den Arabischen Meisterschaften in Kairo mit 2,14 m die Silbermedaille hinter dem Iraker Hussein Falah al-Ibraheemi und sicherte sich im Weitsprung mit 7,82 m die Bronzemedaille hinter seinem Landsmann Yahya Berrabah und Yasser Triki aus Algerien. Anschließend nahm er erstmals an den Afrikaspielen in Rabat teil und gewann dort mit 6607 Punkten die Bronzemedaille hinter dem Algerier Larbi Bourrada und Moustafa Ramadan aus Ägypten. Zudem sicherte er sich im Weitsprung mit 7,79 m die Silbermedaille hinter dem Algerier Triki.
2019 wurde Kacimi marokkanischer Meister im Hoch- und Weitsprung.

## Persönliche Bestleistungen
- Hochsprung: 2,19 m, 28. Juli 2019 in Salé (marokkanischer Rekord)
- Weitsprung: 7,82 m, 8. April 2019 in Kairo
- Zehnkampf: 6607 Punkte, 27. August 2019 in Rabat